# Bill Pulte
Bill Pulte (nacido en 1987 o 1988) es un empresario y filántropo estadounidense. A partir de enero de 2025, es el candidato para desempeñarse como director de la Agencia Federal de Financiamiento de Vivienda (FHFA).

## Biografía
Nieto del empresario inmobiliario William J. Pulte, creció en Florida y asistió a la Universidad del Noroeste, donde se especializó en periodismo televisivo y se graduó en 2010. En Northwestern, fue miembro de la fraternidad Pi Kappa Alpha y se desempeñó como su presidente.
Después de graduarse de la universidad, pasó algún tiempo trabajando para el fondo de capital privado Penske Capital Partners de Roger Penske y fundó Pulte Capital Partners LLC en 2011, una empresa de capital que trabajaba principalmente en productos de vivienda. En 2014, la empresa tenía 30 millones de dólares en ingresos y 200 empleados; ese año, Pulte fue nombrado en la lista Forbes 30 Under 30 en la categoría de fabricación e industria. Ha declarado que su empresa obtuvo gran parte de su dinero «comprando empresas de aire acondicionado, haciéndolas crecer y luego vendiéndolas» y, a partir de 2021, tiene un patrimonio neto cercano a los 100 millones de dólares. También fundó, junto con su abuelo, la Detroit Blight Authority, que trabajó en varios proyectos para limpiar la ciudad de Detroit.
También es un filántropo, documenta sus acciones en Twitter y se autodenomina el «inventor de la filantropía en Twitter». En septiembre de 2019, había donado más de 100 000 dólares a varias causas, que según el Detroit Free Press incluían «actos como dar dinero en efectivo a desconocidos en estacionamientos, regalar coches gratis o anunciar que daría 30 000 dólares a un veterano militar si el presidente Donald Trump le daba un retuit». El presidente Trump le dio un retuit, publicando después THANK YOU BILL («GRACIAS BILL». Más tarde ese año, aumentó su donación a más de un millón de dólares. Había acumulado más de 3,2 millones de seguidores en Twitter en 2021.
Realizó importantes donaciones al Partido Republicano durante el año electoral de 2024, incluida la campaña presidencial de 2024 de Donald Trump. Después de que Trump ganó las elecciones presidenciales, anunció el 16 de enero de 2025 que nominaría a Pulte para servir como director de la Agencia Federal de Financiamiento de Vivienda.
En agosto de 2019, Pulte se había casado.